# Joseph Penzien
Joseph Penzien (Philip, Dacota do Sul, 21 de novembro de 1924 — Lafayette (Califórnia), 19 de setembro de 2011) foi um engenheiro estadunidense.
Foi membro da Academia Nacional de Engenharia dos Estados Unidos.